# Лукиан (Тритяну)
Епи́скоп Лукиа́н (рум. Episcopul Lucian, в миру Лазэр Тритяну рум. Lazăr Triteanu; 15 августа 1872 — 6 сентября 1953) — румынский религиозный, общественный и образовательный и политический деятель габсбургской Трансильвании в 1890-е — 1910-е годы, с 1910 года был священником в юрисдикции румынской Германштадской митрополии. С образованием Румынского королевства, стал клириком Румынской православной церкви, в которой в 1923 году стал епископом Романским в юрисдикции Румынской православной церкви. В августе 1947 года, вскоре после установления в Румынии коммунистической власти, ушёл на покой.

## Биография
Родился 15 августа 1872 года в Фельиоаре-Рэзбоени (ныне жудец Алба), в семье бедных крестьян, будучи пятым ребёнком из семерых Георге Тритеану и Аны, урождённой Винджелер. Когда ему было пять лети, умирает его мать. Находясь в тяжёлом материальном положении, его отец записал его на год в евангелическо-лютеранскую школу в Аюде, после чего Лазар продолжил обучение в румынской гимназии в Блаже, в с 1890 года — в Венгерской государственной гимназии в Сибиу. В этот период он начинает публиковать свои статьи в румынских изданиях «Tribuna» и «Foaia poporului», проявив себя как яростный защитник румынских национальных идеалов. Поскольку вместе с другими молодыми людьми он вышел в 1894 году на встречу с меморандистами, которые возвращались из венгерских тюрем, его дважды исключали из экзамена на степень бакалавра. Экзамен на аттестат зрелости 8-го класса он успешно прошёл, после долгих настойчивых действий с властями, и поступил в румынскую среднюю школу в Брашове. Здесь он встречается с молодёжью Секстилом Пушкариу и Ионом Скурту вместе с ними и вдохновляется редактором журнала «Трибуна» из Сибиу, профессором Г. Богданом-Дуйке, организовывает румынскую молодёжь из трансильванских средних школ в ассоциацию, идеалом которой было «Яд мы возьмём / в огонь мы войдём / ради национального идеала» («Venin vom lua / în foc vom intra / Pentru idealul național»).
С 1895 по 1898 год он учился богословско-педагогическом институте в Сибиу, настоящей румынской академии того времени, в которой была сформирована значительная часть румынской трансильванской интеллектуальной элиты. Здесь он параллельно проходит как богословские курсы, так и посещал лекции на педагогическом отделении. В конце 1897—1898 учебного года он также сдал частный экзамен на преподавателя, получив эту квалификацию в то время, когда в Трансильвании ощущалось явное нехватка румынских учителей, но, будучи выдающимся студентом, он был направлен в качестве стипендиата Сибиуской архиепископии в Будапештский университет, где он изучал румынский, венгерский и немецкий языки, а также курсов философского факультета, которые он закончил в 1901 году.
В 1901, окончив своё обучение, включился в борьбу за защиту румынских конфессиональных школ Сибиуской архиепископии в условиях, когда школьная политика венгерского правительства в Будапеште характеризовалась законодательством, направленным на отмену любых румынских школ. Как он сам признавался, «в 1901 году я вступил в борьбу против течения венгеризации всех культурных учреждений румын. Наиболее значимыми были румынские конфессиональные начальные школы». Он сделал это, будучи назначенным Архиепископским советом Сибиу в качестве помощника школьного референта Даниила Поповича Барчиану, которого Лазэр Тритяну назвал «самым выдающимся учителем педагогики в нормальной школе в Сибиу».
Не ограничиваясь лишь должностью учителя и борца за румынское образование в Трансильвании, летом 1910 года он был рукоположён в сан диакона и священника митрополитом Иоаном (Мециану), а ближе к концу того же года он был возведён в достоинство протопопа. Несколько эпизодов из этих лет его священства также связаны с родным местом Фелдиоара, в настоящее время Рэзбоени-Четате. В 1909—1910 годах он поддерживал православную общину в своём родном городе в усилиях по строительству новой церкви, поскольку старая, сделанная из дерева, сгорела в 1904 году. При его поддержке было получено одобрение правительства Будапешта на строительство нового храма, с исключительным материальным и финансовым вкладом местных жителей.
В этот период политика венгеризации румынского населения Трансильвании усиливается в связи с действиями графа Аппоньи, что выразилась в принятии законов 1907 и 1911 годов, а также намерением в 1917 году поэтапно национализировать румынские конфессиональные школы и передать школьные здания в собственность венгерского государства. Период 1907—1917 годов Лазэр Тритяну назвал «удушающим». После 1903 года, когда профессор Попович-Барчиану умирает, руководство судьбами румынской школы остаётся только в ведении референта Лазэра Тритяну. Вся деятельность этих лет описана в работе «Наша школа (1850—1918). Культурное пространство» (Şcoala noastră (1850—1918). Zona culturală), которая была опубликована в Сибиу в 1919 году. Конец борьбы за защиту румынских школ зафиксирован в августе-сентябре 1918 года, когда вся переписка с политическими деятелями того времени была прервана, соответственно, и с правительственным комиссариатом и. Как пишет Лазэр Тритяну: «Культурная сфера, о которой думал Аппоньи, рухнула. Последний документ от 6 ноября 1918 года подтверждает от лица министра Ловаси: „dispoziţiile făcute cu privire la stratificarea şcoalelor din graniţă le revoc, respectiv le scot din vigoare“».
Столь жёсткая политика венгерских властей подтолкнула румын в Трансильвании к присоединению к румынскому королевству, что и произошло на Великом национальном собрании в Алба-Юлии, которое 1 декабря 1918 года приняло решение о вхождении Трансильвании в состав Румынии. Лазэр Тритяну, в знак признания своих заслуг, будет назначен вместе с Николаем Иваном, будущим епископом Клужским, был официально делегирован от Православной Церкви на Великое национальном собрании и был избран в Совет Великого собрания.
В осенью 1922 году был избран викарным архиереем Романской епархии с титулом «Крайовский», а в январе 1923 года он был пострижен а монашество с именем Лукиан. Однако его епископская хиротония задержалась. 29 марта 1923 года он был избран епископом Романским. 6 мая 1923 года он был рукоположён во епископа Романского. 10 мая 1923 года получил инвеституру у короля Фердинанда. 10 июня 1923 года в Патриаршем соборе, в присутствии его друга, примаса-митрополита Мирона (Кристи), митрополита Сибиуского Николая (Бэлана), многочисленных министров, парламентариев, а также священников из Трансильвании, друзей нового иерарха. Таким образом он переправившись через Карпаты, оказался в землях, входивших до 1918 года в состав в Старого королевства.
Приход коммунистов к власти привёл к прекращение архипастырской деятельности епископа Лукиана. По указу № 1836 от 10 сентября 1947 года он был уволен на покой. Скончался 6 сентября 1953 года в Романе в возрасте 81 года.